# Counter-Strike (herní série)
Counter-Strike (zkratkou CS) je série multiplayerových taktických stříleček z pohledu první osoby, ve kterých se dva proti sobě bojující týmy snaží dosáhnout různých cílů a ve hře tak porazit soupeřící tým. První díl série s názvem Counter-Strike vyšel v roce 1999 pro Windows, tehdy ještě jako modifikace videohry Half-Life vytvořená Minhem Leem a Jessem Cliffem. Krátce poté však získala práva na duševní vlastnictví společnost Valve (vývojář hry Half-Life), která v roce 2000 začala hru Counter-Strike prodávat.
Videohry ze série Counter-Strike jsou považovány za jedny z vůbec nejvlivnějších stříleček v historii a podle některých se dokonce série stala synonymem pro střílečky z první osoby. K roku 2011 bylo prodáno přes 25 milionů kopií videohry. Zajímavostí je, že videohra je tak populární, že na jejích hráčích byla provedena celá řada různých vědeckých studií.
Nejnovějším dílem videohry je k roku 2025 titul Counter-Strike 2 zveřejněný v září 2023.

## Gameplay
Základním principem videohry je rozdělení do dvou týmů po pěti hráčích. Jednotlivé týmy se nazývají Teroristé a Counter-teroristé (policisté). Cílem týmu teroristů je úspěšně položit bombu, která následně exploduje, nebo eliminovat všechny counter-teroristy. Naopak cílem counter-teroristů je zabránit teroristům v položení bomby, a pokud toho nejsou schopni, pak se alespoň bombu pokusit zneškodnit tak, aby nemohlo dojít k její explozi. Další alternativou counter-teroristů je všechny teroristy zlikvidovat předtím, než bombu vůbec stihnou položit. 
Tento formát videohry se opakuje až do dosažení stanoveného počtu vítězných kol. Jejich počet se liší v závislosti na konkrétní videohře, stejně jako se v různých titulech liší podoba herních map, zbraní a dalších funkcionalit.

### Kompetitivní hraní
Již od vydání prvního titulu ze série Counter-Strike se ve videohře pořádá celá řada různých kompetitivních turnajů. První se konal v roce 2001 jako součást Cyberathlete Professional League. Dalšími významnými pořadateli turnaje v počátcích videohry byly World Cyber Games a Esports World Convention. Od roku 2013 společnost Valve sponzoruje turnaje Counter-Strike Major Championships, které se konají většinou dvakrát ročně a jejichž výherce si odnáší asi jeden milion amerických dolarů.

## Tituly série
- Counter-Strike (1999)
- Counter-Strike: Condition Zero (2004)
- Counter-Strike: Source (2004)
- Counter-Strike: Global Offensive (2012)
- Counter-Strike 2 (2023)

Některé další společnosti vyvinuly videohry rovněž používající název Counter-Strike, a to jmenovitě
- Counter-Strike Online
- Counter-Strike Nexon:Studio
- Counter-Strike Neo